# Laurens de Graaf (1977)
Laurens Johannes de Graaf (Gouda, 28 juli 1977) is een Nederlands bestuurskundige en bestuurder. Hij is lid van het CDA. Sinds 10 november 2017 is hij burgemeester van Lopik.

## Opleiding en loopbaan
De Graaf studeerde van 1997 tot 2001 Bestuurs- en Organisatiewetenschappen aan de Katholieke Universiteit Nijmegen. Per 1 januari 2002 trad hij in dienst als promovendus aan de Utrechtse School voor Bestuurs- en Organisatiewetenschap van de Universiteit Utrecht. Tijdens de eerste drie jaar van zijn promotietraject heeft hij onderzoek gedaan binnen INTERACT, een grootstedelijk netwerk van 12 Europese steden. Op 10 mei 2007 promoveerde hij aan de Universiteit Utrecht met het proefschrift Gedragen beleid. Een bestuurskundig onderzoek naar interactief beleid en draagvlak in de stad Utrecht.
De Graaf trad op 1 mei 2006 in dienst als onderzoeker aan de Tilburgse School voor Politiek en Bestuur van de Universiteit van Tilburg. Als universitair docent aan de Universiteit van Tilburg heeft De Graaf onderzoek gedaan naar participatievraagstukken in (achterstands-)wijken en grote steden. Vanaf 1 mei 2016 was hij lector Organiseren van Verandering in het Publieke Domein aan het Kenniscentrum Sociale Innovatie van de Hogeschool Utrecht. Hij hield zich bezig met de ontwikkelingen in de participatiesamenleving.

## Burgemeester van Lopik
Op 10 november 2017 werd De Graaf burgemeester van Lopik. Hij kreeg personeel & organisatie, openbare orde & veiligheid, integriteit & privacy, burgerzaken, participatie & communicatie, democratische ontwikkeling, kabinetszaken, algemene bestuurlijke coördinatie, recreatie & toerisme en sport & cultuur (representatieve rol) in zijn portefeuille. Hij werd vertegenwoordiger van Lopik bij onder andere de Vereniging van Nederlandse Gemeenten, de Veiligheidsregio Utrecht en het Nederlands Genootschap van Burgemeesters.
Op 2 april 2022 publiceerde Omroep West een artikel over 'klokkenluider' Wilfried Zieleman die voor het burgemeesterschap van De Graaf ambtenaar is geweest bij de gemeente Lopik. Het artikel stelt dat De Graaf in 2017 aangifte heeft gedaan tegen Zieleman voor inbreuk in het computersysteem van de gemeente. Zieleman wordt veroordeeld voor een taakstraf van 240 uur, een celstraf van 6 maanden en een schadevergoeding aan de gemeente Lopik van 1,1 miljoen euro in een serie van verschillende rechtszaken. Een van die zaken loopt nog in hoger beroep. De Graaf heeft geen reactie geleverd op vermeende corruptie in gemeente Lopik en de valse beschuldigingen naar Zieleman. Op 5 april van dat jaar verklaarde de gemeente Lopik zich niet te herkennen in de aantijgingen en overweegt juridische stappen te ondernemen tegen Zieleman.

## De Haagse Hogeschool
Met ingang van 1 november 2025 werd De Graaf benoemd tot directeur van de Faculteit Management & Organisatie aan De Haagse Hogeschool en zal hij stoppen als burgemeester van Lopik.

## Nevenfuncties
Voorheen was De Graaf onder meer lid van de raad van toezicht van Codarts Hogeschool voor de Kunsten. Hij werd docent aan de Tilburg University bij de mastercursus Public Entrepreneurship and Strategy van de Master Public Governance en de wethoudersopleiding, lid van de denktank van het lectoraat Energie- en Transportveiligheid van het Nederlands Instituut Publieke Veiligheid, redacteur van het vakblad Bestuurswetenschappen en het wetenschappelijk tijdschrift Local Government Studies, juryvoorzitter van de Goudvink, de jaarlijkse prijs voor beste onderzoeksrapport van de Nederlandse Vereniging voor Rekenkamers en Rekenkamercommissies.
Op 1 juli 2024 werd De Graaf lid van de raad van toezicht van de HAN University of Applied Sciences met in zijn portefeuille onderwijs.

## Persoonlijk
De Graaf werd geboren in Gouda en getogen in Schoonhoven en doorliep de middelbare school aldaar. Hij trouwde en kreeg twee dochters.
- International Standard Name Identifier: 0000 0003 9346 1828
- NARCIS: PRS1331002
- Nederlandse Thesaurus van Auteursnamen: 326807438
- Parlement.com: vjf3ldvmrhvg
- Virtual International Authority File: 287760704
- WorldCat: E39PBJfcR7X9MGpBmyP9rc6R8C